# Rezolucija Vijeća sigurnosti UN-a 877
Rezolucijom Vijeća sigurnosti UN-a 877, jednoglasno usvojenom 21. listopada 1993., nakon pozivanja na rezolucije 808 (1993.) i 827 (1993.), Vijeće je imenovalo g. Ramóna Escovara Saloma na mjesto glavnog tajnika Butrosa Butros-Galija. Tužitelj Međunarodnog kaznenog suda za bivšu Jugoslaviju (ICTY).

## Vanjske poveznice
| Wikizvor | Engleski Wikizvor ima izvorni tekst na temu: United Nations Security Council Resolution 877 |

- Text of the Resolution at undocs.org